# Adrián Carrillo
Adrián Carrillo García (Alicante, 7 de julio de 1914 - Alicante, 29 de julio de 1979) fue un escultor y artista foguerer español, hijo del artesano e imaginero Miguel Carrillo Soler y padre del escultor Adriano Carrillo Valero.

## Biografía
Nació en Alicante en 1914, en la plaza llamada por entonces de la Reina Victoria, en la actualidad plaza de Calvo Sotelo. Fue autodidacta, aprendiendo de su padre, Miguel Carrillo –nacido en Relleu y alumno y colaborador de los escultores Vicente Bañuls y su hijo Daniel Bañuls– en su taller de la calle alicantina de San Nicolás.
No realizó el servicio militar al ser sus padres de edad avanzada. Sin embargo, el comienzo de la guerra civil española le impidió estudiar Arquitectura como deseaba y fue mandado al frente republicano de Andalucía y de Extremadura. Acabada la guerra, desarrolló su profesión especialmente en la imaginería religiosa, debido a que durante el conflicto muchas iglesias habían perdido gran parte de sus obras. Aún en su juventud, realizó varias Hogueras en colaboración con artistas foguerers como Gastón Castelló, José Barahona Marco o Daniel Bañuls.
Se casó con la alicantina Dolores Valero Sanz, con la que tuvo siete hijos. Solo uno de ellos, Adrián,  conocido como Adriano, siguió con la profesión de su padre y su abuelo. Ya casado, construyó varias Hogueras en solitario que fueron premiadas en primera y segunda categoría. En sus últimos años su obra se volvió más personal, al principio con ondas clásicas mediterráneas y después con volúmenes geométricos abstractos, de tipo familiar y cotidiano.

## Obras
Su obra escultórica está presente en numerosos portales de edificios privados de Alicante. Entre sus mejores obras destacan en Alicante los murales del zaguán de la antigua Jefatura de Obras Públicas, la fuente de la plaza de la Santísima Faz, La familia, el trabajo y el ahorro, en la CAM de la Rambla de Méndez Núñez, así como el monumento a Camilo José Cela en Elche o el monumento a la madre, La Mareta, en Villajoyosa. También retrató a su mujer, a los pintores Manuel Baeza y Juan Lloret y al músico Óscar Esplá.

## Reconocimientos
Tiene una calle dedicada en el barrio de Vistahermosa de su ciudad natal.